# 표국

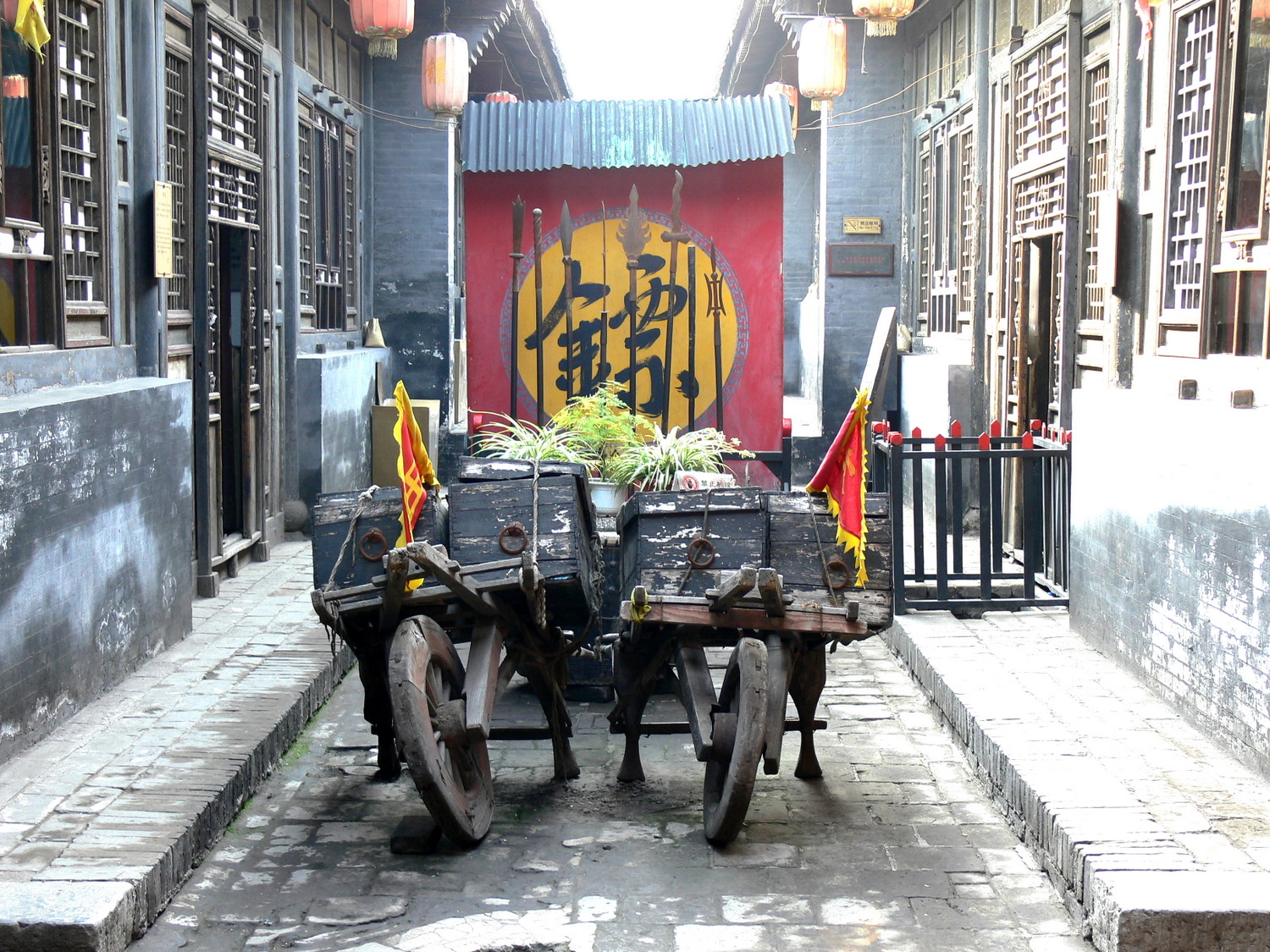
핑야오 고성의 표국

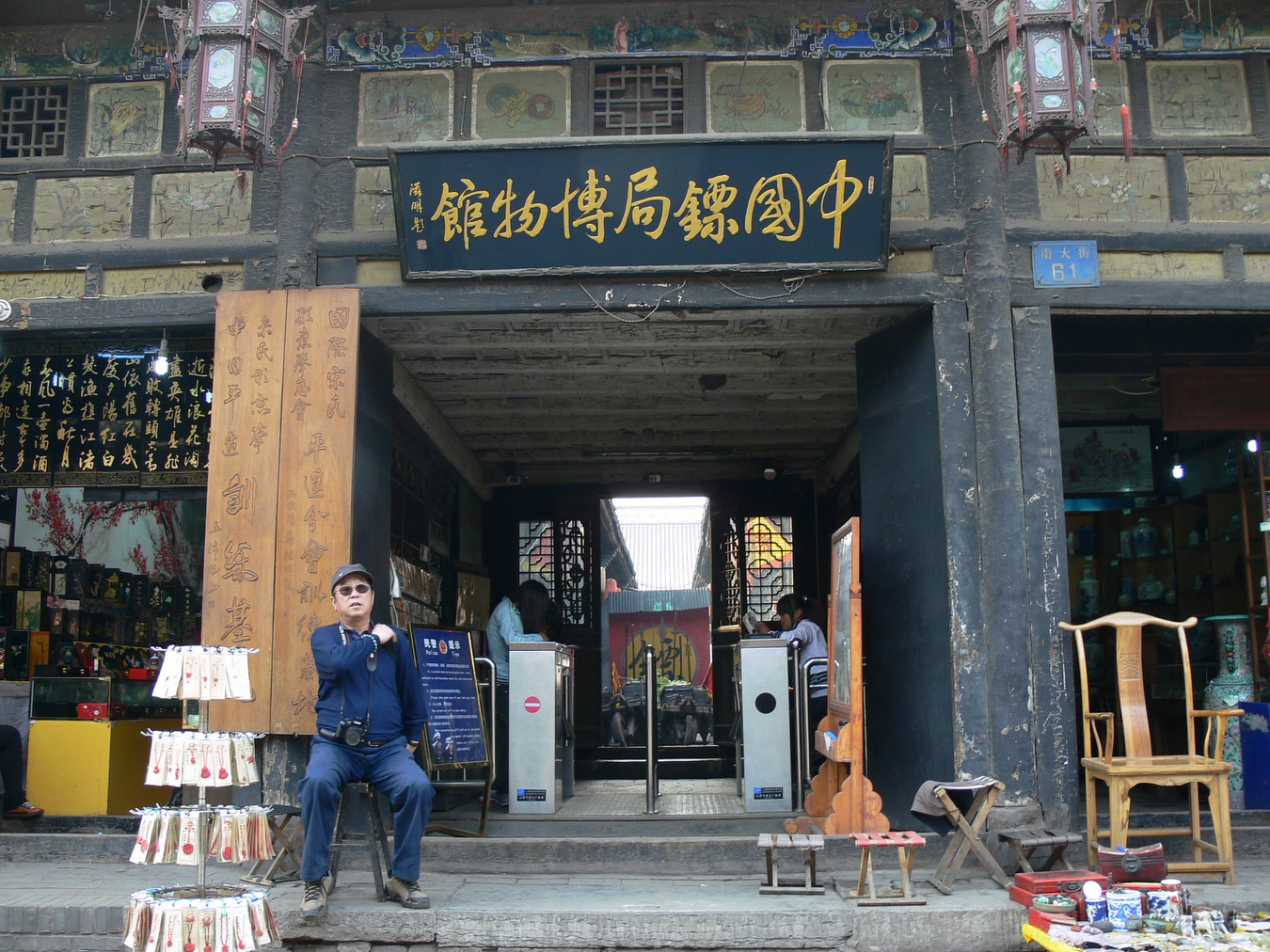
산시성 핑야오현에 있는 중국표국박물관

표국(鏢局, 중국어: 镖局 뱌오주(biāojú) [*] )은 근대 이전의 중국에서 물품의 안전한 운송을 담당하던 사업자이다. 오늘날 보안업체와 비슷한 역할을 하였다. 표행(鏢行)이라고도 한다. 운송의 안전을 담당하는 표사(鏢師)에 더해 운송에 관계되는 법률가, 회계사, 운반업자 등이 함께 동업 형태로 참여하는 구조였으며 이익을 함께 나누어 가졌다. 표사는 별도의 교육을 통해 양성되었고 대략 3년 정도 훈련을 거쳤다. 표국이 수송에 나설 때는 표기를 앞에 걸고 표국의 이름을 외치며 이동하였다. 강호에 이름을 널리 알린 표국은 이로서 도적이나 강도 등의 행패를 막을 수 있었다.
중국어에서는 경호원을 여전히 보표(保鏢)라고 부른다.

## 기원
표국의 기원은 명나라 정덕 연간으로 알려져 있다. 중국 근세 소설인 《견호집》에는 표행, 타행(打行) 등으로 쓰여 있다.《금병매》에도 표행, 표선 등의 표현이 등장한다. 이들 소설에 등장하는 표국은 무사들이 화물의 운송 안전을 담당하는 민간 업체로 각종 화물이나 귀중품의 운반을 담당하였다.
명나라 시기 가장 유명한 표국은 산둥성 동창부(東昌府)의 표국이었으며 동연동로서총병관(東兗東路署總兵官)에 약 이천 명의 표병이 있었다고 한다. 만력 연간에 하남도 감제어사였던 노겸(盧謙)이 쓴 공문에 "표객(標客)을 생업으로 삼은 사람 가운데 무술을 익히지 않은 사람이 없다"는 표현이 나오고, 섬서감제어사 모지기는 "병력이 있는 곳이면 마땅히 병력을 모아 대응해야 한다. 하남의 모병(모호로병, 毛葫蘆兵), 소림의 승병, 산동감청의 송표병(送標兵)과 같은 부류들이 다른 지방의 모병에 응하는 자들이다"라고 써서 당시 산둥성 표사들이 다른 지방에서도 유명했음을 알게 한다.

## 청나라 시기 유명하였던 표국
- 흥륭표국(興隆镖局): 청나라 건륭제 - 가경제 연간 베이징 전문외대가에 있던 표국[5]
- 회우표국(會友镖局): 1845 - 1921년 사이 베이징 전문외양식점가에 있던 표국[6]
- 원순표국(源順镖局): 1878－1900년, 베이징 주시구남대가에 있던 표국[7]
- 옥영표국(玉永镖局): 청 가경 연간 - 1838년, 쑤저우시에 있던 표국
- 창륭표국(昌隆镖局): 1840 - 1901년，쑤저우시에 있던 표국
- 광성표국(廣盛镖局): 1802 - 1830년 ，하남 서디안에 있던 표국
- 동흥공표국(同興公镖局): 1855 - 1913년，산서 핑야오현에 있던 표국
- 성흥표국(成興镖局): 1878 - 1900년，하북 창저우에 있던 표국
- 삼합표국(三合镖局): 하북 장가구에 있던 표국
- 만통표국(万通镖局)，하북 바오딩에 있던 표국